# Le Retour de Sabata
Série Sabata
Adios Sabata
(1970)
Pour plus de détails, voir Fiche technique et Distribution.
Le Retour de Sabata est un western spaghetti italien, réalisée par Gianfranco Parolini, sous le pseudonyme de Frank Kramer, sorti en 1971.
Troisième et dernier film de la trilogie Sabata, les deux premiers étant Sabata et Adios Sabata, le film montre à nouveau Lee Van Cleef dans le rôle-titre de Sabata, après qu'il était joué par Yul Brynner dans le second.

## Synopsis
Ancien major de l'armée confédérée durant la guerre de Sécession, Sabata exerce désormais ses talents de tireur dans un cirque. En fait, il suit à la trace un illusionniste également faux-monnayeur. C'est ainsi qu'il arrive dans une petite ville où s'est installé Clyde, autrefois Lieutenant sudiste sous ses ordres, désormais tenancier d'une maison de jeux. Sabata s'oppose bientôt à une taxe prélevée par McIntock pour chaque achat, prétendument destinée à financer des ouvrages publics. Sabata découvre que McIntock dépose la fausse monnaie à la banque et utilise l'argent de la taxe pour acheter de l'or à son propre compte. Il décide de s'emparer de ce trésor...

## Fiche technique
- Titre original : È tornato Sabata... hai chiuso un'altra volta
- Titre français : Le Retour de Sabata
- Réalisation : Frank Kramer
- Scénario : Renato Izzo et Gianfranco Parolini
- Musique : Marcello Giombini
- Production : Alberto Grimaldi
- Format : Couleurs  (Technicolor) - 35 mm - 2,35:1 (Techniscope) - Son mono
- Pays de production :  Italie
- Dates de sortie : 
  - Italie : 3 septembre 1971
  - France : 31 mars 1972

## Distribution
- Lee Van Cleef (VF : Georges Atlas) : Sabata, le major
- Reiner Schöne (VF : Jean-Louis Jemma) : Clyde, le lieutenant
- Giampiero Albertini (VF : Jacques Monod : Joe McIntock
- Ignazio Spalla (VF : Henry Djanik) :  Bronco
- Annabella Incontrera (VF : Paule Emanuele) : Maggie, une fille du saloon
- Jacqueline Alexandre : Jackie McIntosh
- Vassili Karis : Bionda
- Aldo Canti (VF : Albert Augier) : Angel
- John Bartha (VF : Claude Bertrand) :  le shérif
- Günther Stoll : Circus Show Man
- Giuseppe Castellano (VF : René Beriard) : le père Morley

## Autour du film
Le personnage de Sabata a inspiré quantité d'autres westerns tournés à la même époque en Italie :
- 1970 : Et Sabata les tua tous (Lo irritarono et Santana fece piazza pulita) de Rafael Romero-Marchent
- 1970 : Arriva Sabata... de Tulio Demicheli
- 1970 : Wanted Sabata de Roberto Mauri
- 1970 : Creuse ta tombe Garringo, Sabata revient (Sei già cadavere amico... ti cerca Garringo !) de Juan Bosch
- 1970 : Ni Sabata, ni Trinita, moi c'est Sartana (Prima ti perdono... poi t'ammazzo) de Juan Bosch -
- 1971 : Sabata règle ses comptes (Quel maledetto giorno della resa dei conti) de Sergio Garrone -
- 1972 : Les Deux Fils de Trinita (I due figli di Trinità) d'Osvaldo Civirani
- Et un film érotique franco-belge, Les Filles du Golden Saloon  de Gilbert Roussel en 1975.